# 溥僎
一等鎮國將軍溥僎（1875年10月10日—1920年3月28日），愛新覺羅氏，已革端郡王載漪长子，母親為紹昌之女伊爾根覺羅氏，惇親王溥僎支系第一代（亦為唯一一代）。
他在光緒元年九月（1875年）出生，光緒二十年正月（1894年）受封一等鎮國將軍。因溥僎与父感情甚好，又极尽孝道，光绪二十六年（1900年）庚子事变发生后，端王载漪发往新疆。溥僎奏请西太后准予了随父侍奉，连同仆从及董福祥拨给护送的卫队等组成了60余人的一个集体，同时由西安与端王一同启程的还有奉旨回甘肃原地驻防的董福祥所率领的回汉军队。
民國九年二月（1920年）去世，虛齡四十六岁。